# Université de la Réunion
Université de la Réunion – francuski uniwersytet położony w mieście Saint-Denis na wyspie Reunion, będącej częścią francuskiego terytorium zamorskiego. Uczelnia stanowi część Akademii Reuniońskiej.
Uniwersytet został założony w 1982 roku i jest pierwszym europejskim uniwersytetem założonym w basenie Oceanu Indyjskiego. Obecnie na uczelni studiuje ponad 12 tys. studentów wszystkich wydziałów oraz kierunków wspartych ponad 370 osobowym personelem naukowym.

## Kampusy

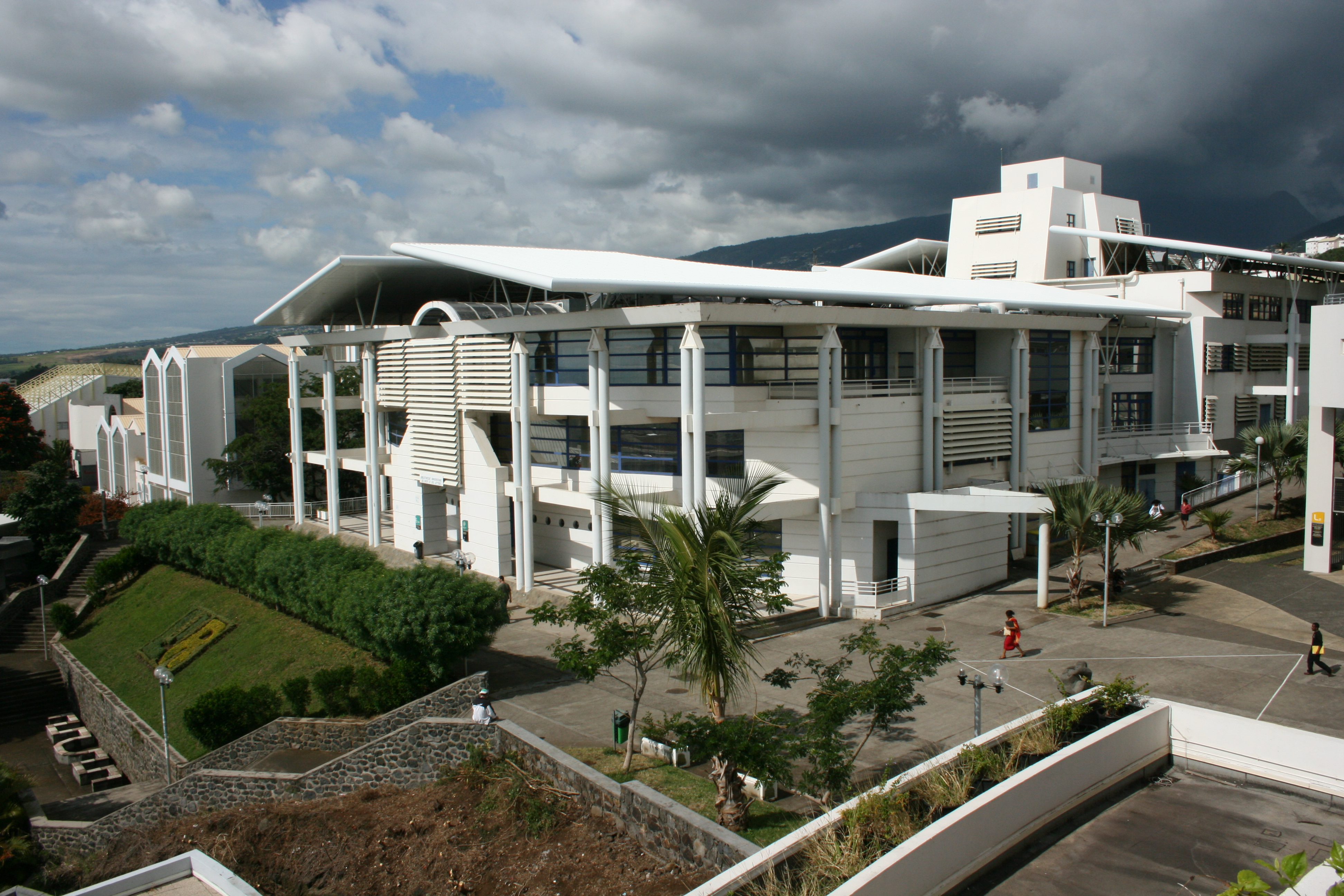
Campus du Moufia

Uczelnia jest podzielona na trzy główne kampusy, którymi są:
- Campus du Moufia – Główny kampus uniwersytetu
- Campus du Philibert Commerson
- Campus de Georges Charpak

## Znani studenci
- Raymond Barre – Premier Francji w latach 1976–1981